# Traktat międzyamerykański o pomocy wzajemnej

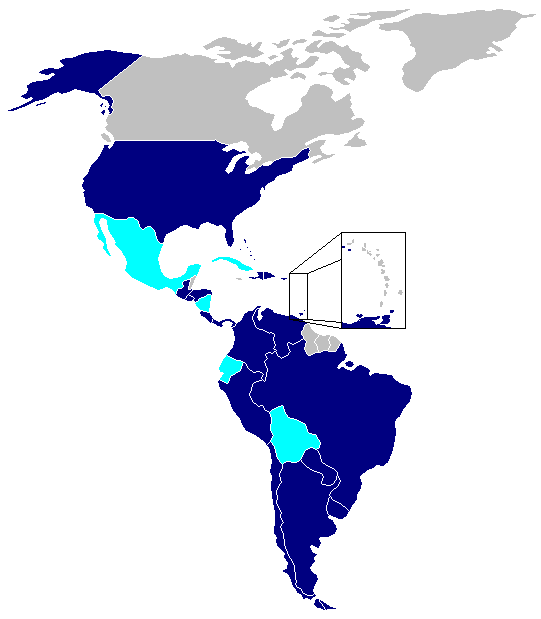
Państwa członkowskie Traktatu międzyamerykańskiego o pomocy wzajemnej (ciemnoniebieski), państwa które wystąpiły z Traktatu (jasnoniebieski)

Traktat międzyamerykański o pomocy wzajemnej (ang. Inter-American Treaty of Reciprocal Assistance) zwany także Paktem Rio lub TIAR (hiszp. Tratado Interamericano de Asistencia Recíproca). Akt końcowy konferencji państw amerykańskich odbywającej się w dniach 15 sierpnia – 2 września 1947 r. w Petrópolis. Podpisany 2 września 1947 r. w Rio de Janeiro przez wysłanników 21 państw. Wszedł w życie 3 grudnia 1948 r. Spisany w językach angielskim, francuskim, portugalskim i hiszpańskim, depozytariuszem jest rząd Brazylii. Zarejestrowany przez Sekretariat ONZ 20 grudnia 1948 r. Pierwszy, podstawowy filar systemu międzyamerykańskiego. Traktat wskazywał na podporządkowanie Ameryki Łacińskiej wpływom amerykańskim.

## Zawartość traktatu

### Podstawowe cechy traktatu
- każdy atak zbrojny ze strony któregokolwiek państwa przeciwko jakiemukolwiek państwu amerykańskiemu uznawany jest za atak wymierzony we wszystkie państwa amerykańskie
- każda ze stron zobowiązuje się do pomocy zaatakowanemu (powołuje się tutaj na art. 51 Karty Narodów Zjednoczonych)
- terytorium, na którym miał obowiązywać przekraczało zasięg granic państw członkowskich
- nie powołuje sił zbrojnych ani jakiejś instytucjonalnej organizacji

### Typy zagrożeń uwzględnione w traktacie
- atak zbrojny
- agresja nie będąca aktem zbrojnym
- konflikt pozakontynentalny lub powstały na kontynencie
- każde zagrożenie pokoju w Ameryce

### Typy sankcji uwzględnione w traktacie
- odwołanie szefów misji dyplomatycznych
- zerwanie stosunków dyplomatycznych lub konsularnych z agresorem
- zaprzestanie stosunków gospodarczych z agresorem
- przerwanie komunikacji z agresorem
- użycie sił zbrojnych przeciwko agresorowi

## Znaczenie
Do lat 60. XX wieku traktat odegrał dużą rolę w rozwiązywaniu konfliktów na zachodniej półkuli, jednak po interwencji USA w Dominikanie pojawiły się głosy, że trzeba go zmodyfikować. W 1973 r. Zgromadzenia Ogólne OPA powołało specjalną komisję, której zdaniem było przygotowanie zmian w tekście paktu Rio. Po 2 latach, w lipcu 1975 r. na konferencji w San José przyjęto Protokół Reform. Został on przekazany do ratyfikacji rządom państw członkowskich, lecz nie uzyskał wymaganej większości 2/3 głosów. Świadczyło to o narastającym wówczas kryzysie systemu międzyamerykańskiego.